# The AAPS Journal
The AAPS Journal är en tidskrift om farmakologi och farmaci. Tidskriften ges ut i elektroniskt format och försöker dra nytta av de fördelar som mediet ger, genom att till exempel kunna ha med interaktiva bilder, databaser och ljud.
Tidskriftens impact factor 2014 var 3,779 enligt Thomson ISI.